# Irom Chanu Sharmila
Irom Chanu Sharmila (Imphal, Índia, 14 de març de 1972), també coneguda com la "Dama de Ferro de Manipur" o "Mengoubi" ("la justa") és una activista pels drets civils, activista política i poeta de l'estat indi de Manipur, que es troba en la banda nord-est de l'Índia.

## Biografia
Sharmila va créixer i viu a Manipur, un dels set estats germans al nord-est de l'Índia, que ha sofert una insurrecció durant dècades; entre 2005 i 2015, unes 5.500 persones van morir a causa de la violència política. En 1958, el govern de l'Índia va aprovar una llei, la Llei de les Forces Armades (Poders Especials), que s'aplica només als set estats i atorga a les forces de seguretat el poder de registrar propietats sense una ordre judicial, arrestar persones i usar força letal si existeix una "sospita raonable" que una persona està actuant contra l'Estat; una llei similar s'aplica a Jammu i Caixmir.
Va participar en moviments locals per la pau en relació amb les violacions dels drets humans en Manipur quan, el 2 de novembre de 2000, en Malom, una ciutat de la vall d'Imphal (Manipur), deu civils van morir a trets mentre esperaven en una parada d'autobús. L'incident, conegut com la "Massacre de Malom", fou presumptament comès per Assam Rifles, una de les forces paramilitars índies que operen en l'estat. Entre les víctimes es trobaven Leisangbam Ibetombi, una dona de 62 anys, i Sinam Chandramani, de 18 anys, guanyadora del Premi Nacional al Valor en 1988.

## Antecedents
El 5 de novembre de 2000, va iniciar una vaga de fam a favor de l'abolició de la Llei de les Forces Armades. Va acabar el dejuni el 9 d'agost de 2016, després de 16 llargs anys. Havent rebutjat menjar i aigua durant més de 500 setmanes (va ser alimentada per força per via nasal a la presó), ha estat anomenada "la vaguista de fam més llarga del món". En el Dia Internacional de la Dona de 2014, MSN Poll la va votar com la millor icona de la dona de l'Índia.
En 2014, dos partits li van demanar que es presentés a les eleccions nacionals, però ella s'hi va negar. Després se li va negar el dret al vot perquè una persona empresonada no pot votar d'acord amb la llei. El 19 d'agost de 2014, un tribunal va ordenar el seu alliberament de la custòdia, argumentant que no hi havia altres motius de la detenció. Va ser detinguda de nou el 22 d'agost de 2014 per càrrecs similars a aquells pels quals va ser absolta i va romandre a la presó preventiva durant 15 dies. Amnistia Internacional l'ha declarat presa de consciència.

## El dejú i les respostes
Sharmila, que tenia 28 anys al moment de la massacre de Malom, va començar a dejunar en protesta. La seva principal demanda al govern indi ha estat la derogació de la Llei de les Forces Armades (Poders Especials) (AFSPA). Va començar el seu dejuni en Malom el 5 de novembre i es va comprometre a no menjar, beure, pentinar-se ni mirar-se al mirall fins que es derogués l'AFSPA.
Tres dies després que comencés la seva vaga, va ser arrestada per la policia i acusada de "intent de suïcidi", que era il·legal segons el Codi Penal de l'Índia (IPC) en aquest moment, i després va ser transferida a la custòdia judicial. La seva salut es va deteriorar ràpidament i, a partir del 21 de novembre, la van obligar a realitzar una intubació nasogàstrica per mantenir-la amb vida mentre estava detinguda.
Sharmila ha estat alliberada i arrestada de nou tots els anys des que va començar la seva vaga de fam.
El 2004, Sharmila s'havia convertit en una "icona de la resistència pública". Després del seu alliberament processal el 2 d'octubre de 2006, Sharmila va anar a Raj Ghat, Nova Delhi, on va dir que era "per retre un homenatge floral al meu ideal, Mahatma Gandhi". La nit d'aquell dia, Sharmila es va dirigir a Jantar Mantar cap a una manifestació de protesta a la qual es van unir estudiants, activistes pels drets humans i altres ciutadans preocupats. El 6 d'octubre, la policia de Delhi va tornar a arrestar-la per intentar suïcidar-se i la van portar a l'Institut de Ciències Mèdiques de l'Índia, on va escriure cartes al Primer Ministre, al President i al Ministre de l'Interior. En aquest moment, va conèixer i va guanyar el suport de la premi Nobel Shirin Ebadi, també activista de drets humans, qui va prometre defensar la causa de Sharmila davant del Consell de Drets Humans de les Nacions Unides.
En 2011, va convidar l'activista anticorrupció Anna Hazare a visitar Manipur, i Hazare va enviar a dos representants a reunir-se amb ella.
Al setembre de 2011, el Partit Comunista de l'Índia (marxista-leninista) (CPI ML) va declarar obertament el seu suport a ella i a la derogació de l'AFSPA, demanant una protesta nacional.
A continuació, a l'octubre de 2011, el Congrés Trinamool de Manipur Pradesh All Índia va anunciar el seu suport a Sharmila i va demanar al cap del partit, Mamata Banerjee, que ajudés a derogar l'AFSPA. Al novembre, al final de l'onzè any del seu dejuni, Sharmila va tornar a demanar al primer ministre Manmohan Singh que derogués la llei. El 3 de novembre, 100 dones van formar una cadena humana en Ambari per mostrar el seu suport a Sharmila, mentre que altres grups de la societat civil van organitzar un dejuni de 24 hores com a mostra de solidaritat.
En 2011 es va iniciar la Campanya de Solidaritat Save Sharmila (SSSC) per ressaltar la lluita de Sharmila i al desembre de 2011, la Universitat de Pune va anunciar un programa de beques per 39 dones estudiants de Manipuri per rebre cursos de grau en honor als 39 anys d'edat d'Irom Sharmila Chanu.
Només va veure a la seva mare una vegada des del començament del dejuni, ja que veure l'angoixa de la seva mare pot trencar la seva resolució. Ella va dir: "El dia que es derogui l'AFSPA, menjaré arròs de la mà de la meva mare".
El 28 de març de 2016, va ser alliberada de la custòdia judicial perquè un tribunal local d'Imphal va rebutjar els càrrecs en contra seva. Sharmila va mantenir el seu vot de no entrar a la seva casa ni reunir-se amb la seva mare fins que el govern derogui la AFSPA i continuï amb el seu dejuni en Shahid Minar, Imphal, el mateix dia del seu alliberament. Novament va ser detinguda per la policia sota el mateix càrrec d'intent de suïcidi mitjançant dejuni indefinit.

### Fi del dejú
El 26 de juliol de 2016, Irom Sharmila, que havia estat en vaga de gana des de 2000, va anunciar que posaria fi al seu dejuni el 9 d'agost de 2016. També va anunciar que participaria en les següents eleccions estatals en Manipur.
L'objectiu de la seva ràpida entrada en la política és lluitar per la destitució de l'AFSPA, ja que va afirmar "M'uniré a la política i la meva lluita continuarà".

### Repercussió internacional
Sharmila va rebre el Premi Gwangju de Drets Humans 2007, que s'atorga a "una persona o grup destacat, actiu en la promoció i defensa de la pau, la democràcia i els drets humans". Va compartir el premi amb Lenin Raghuvanshi del Comitè de Vigilància del Poble pels Drets Humans, una organització de drets humans del nord-est d'Índia.
En 2009, va rebre el primer premi Mayillama de la Fundació Mayilamma "per l'assoliment de la seva lluita no violenta en Manipur".
En 2010, va guanyar un premi a la trajectòria de la Comissió Asiàtica de Drets Humans. Més tard, aquell any, va guanyar el Premi de la Pau Rabindranath Tagore de l'Institut de Planificació i Gestió de l'Índia, amb un premi en efectiu de 5.100.000 rupies, i el "Premi per la Pau i l'Harmonia" Sarva Gunah Sampannah del Signature Training Center.
En 2013, Amnistia Internacional la va declarar presa de consciència i va dir que "està detinguda únicament per l'expressió pacífica de les seves creences". La influència d'Irom Sharmila sovint es considera tan poderosa com les influències de personalitats del passat i del present.

## Obra posterior
A l'octubre de 2016, va llançar un partit polític anomenat Peoples' Resurgence and Justice Alliance per disputar dos districtes electorals de l'Assemblea de Khurai i Khangabok. Khangabok és la circumscripció local del Primer Ministre Okram Ibobi Singh. En les eleccions de 2017, el guanyador en Thoubal, Ibobi Singh, va rebre 18.649 i Sharmilla va rebre 90 vots, el menor nombre de vots dels cinc candidats.
En 2019, després de la mort de Gauri Lankesh, Sharmila va criticar el govern de la NDA, acusant-lo d'ignorar els sentiments de la gent en prendre decisions polítiques. En una entrevista amb The Economic Times, va esmentar que ja no li interessava la política perquè ja va viure la política electoral i la brutícia que implica el procés.

## En la cultura popular
Burning Bright de Deepti Priya Mehrotra: Irom Sharmila i la lluita per la pau en Manipur detalla la vida de Sharmila i els antecedents polítics del seu dejuni. IronIrom: dos viatges: On l'anormal és normal (2012, amb Minnie Vaid i Tayenjam Bijoykumar Singh)
Ojas SV, un artista de teatre de Pune, va representar una obra de teatre titulada Li Mashale ("Presa la torxa"), basada en la vida i la lluita d'Irom Sharmila. És una adaptació de Meira Paibi (Dones amb torxes), un drama escrit pel dramaturg malayalam Civic Chandran. L'obra es va representar en diversos llocs de diversos estats de l'Índia.

## Vida personal
El dijous 17 d'agost de 2017, Irom Sharmila Chanu es va casar amb la seva parella britànica Desmond Anthony Bellarnine Coutinho en Kodaikanal, una estació de muntanya en Tamil Nadu. El diumenge 12 de maig de 2019, a l'edat de 47 anys, va donar a llum a dues filles bessones en Karnataka a Bangalore, anomenades Nix Shakhi i Autumn Tara.